# غليزا 436b

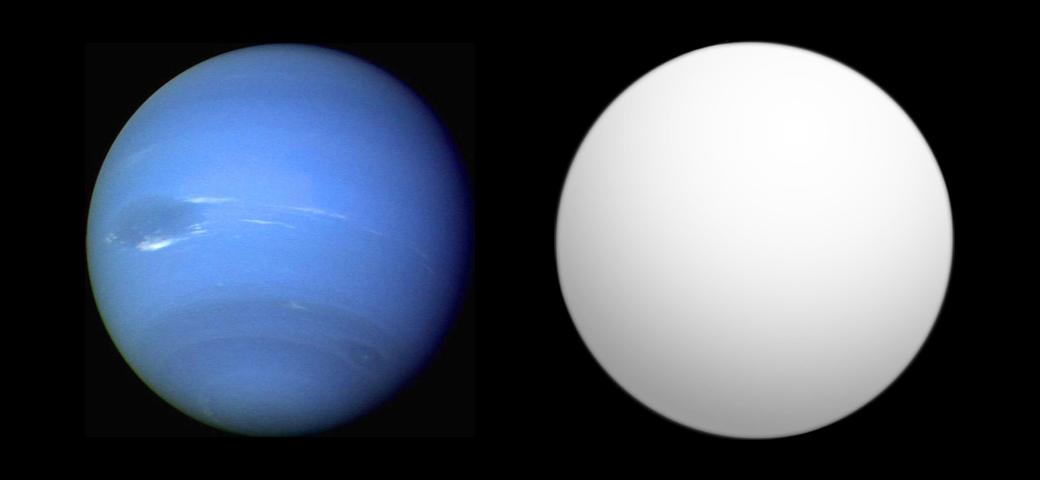
مقارنة بين حجمي غليزا 436 ب وكوكب نبتون.

غليز 436 ب (بالإنجليزية: Gliese 436 b) هو كوكب خارج النظام الشمسي بحجم كوكب نبتون تقريباً يدور حول القزم الأحمر غليزا 436، والذي يقع في كوكبة الأسد. وحتى شباط (فبراير) 2009، كان ثاني أصغر كوكب خارج النظام الشمسي بعد كوروت-7ب.

## الاكتشاف
اكتشف غليزا 436 ب في آب (أغسطس) 2004 بواسطة «باول بَتلِر» و«جيوفّري مارسي»، باستخدام طريقة السرعة الشعاعية. وقد كان هو والسرطان 55 ر أول كوكبين يُكتشفان من نوع جديد من الكواكب خارج النظام الشمسي، والكواكب من هذا النوع تملك كتلة صغيرة مشابهة لنبتون. وقد لوحظ الكوكب أوتوماتيكيا عند عبروه من أمام نجمه في 11 كانون الثاني (يناير) 2005، لكن لم يُنتبه إلى هذا الحدث حينها. ولكن تم رصد عبور آخر له في عام 2007 من قبل فريق علمي، وقد ساعد رصد ذلك العبور على تحديد كتلة وقطر غليزا 436 ب، وهما مشابهان جدا لنبتون. قطر غليزا 436 ب أكبر بـ4000 كم من قطر أورانوس وبـ5000 كم من نبتون، وأيضا أكبر منه كتلة بقليل. يدور غليزا 436 ب حول نجمه على بعد 4,000,000 كم، وهذا أقرب بـ15 مرة من متوسط بعد كوكب عطارد عن الشمس.

## اقرأ أيضا
- غلييزا 581 بي.
- غلييزا 876 دي.